# تونی ویلیس
تونی ویلیس (انگلیسی: Tony Willis؛ زادهٔ ۱۷ ژوئن ۱۹۶۰) بوکسور اهل بریتانیا است.